# L'ultima spiaggia (racconto)
L'ultima spiaggia è un racconto illustrato frutto della collaborazione di J. Patrick Lewis e l'illustratore Roberto Innocenti. Uscito originariamente in inglese col titolo The Last Resort nel 2002, è stato pubblicato in Italia nello stesso anno. 

## Trama
Un artista si ritrova senza più alcuna ispirazione. Decide di partire per ritrovarla e così approda ad un albergo isolato in riva al mare. Lì viene accolto da un pappagallo addetto alla ricezione degli ospiti che gli introduce via via i suoi compagni, tutti personaggi irrisolti, anche loro alla ricerca, ciascuno per conto proprio, di un tesoro perduto.
Passano i giorni e il protagonista scopre particolari interessanti sulla vita e sui sogni dei pensionanti, mentre nel gruppo eterogeneo dei residenti de "L'ultima spiaggia" si susseguono arrivi e partenze. Un giorno viene il turno anche dell'artista che, ritrovata la sua ispirazione proprio nei gesti di vita degli ospiti dell'albergo, decide di ripartire. Lungo la strada incontra il ragazzo che pescava messaggi in bottiglia, una vecchia conoscenza de L'ultima spiaggia, insieme decidono di fare una deviazione ed andarsene a zonzo, all'avventura.

## Personaggi
- L'artista (protagonista): proiezione di Roberto Innocenti stesso.
- Il Ragazzo pescatore: un "Huckleberry Finn" sognatore e curioso pescatore di messaggi in bottiglia. Dopo il soggiorno in albergo parte alla ricerca di Mark Twain.
- Il Marinaio con una gamba sola: ovvero Long John Silver, pirata coprotagonista nel celebre libro L'isola del tesoro. Risiede a L'ultima spiaggia cercando il tesoro su una mappa logora.
- La Fanciulla malata: una taciturna e delicata ragazza sulla sedia a rotelle. Dotata di una vena malinconica passa il tempo a leggere libri. SI scopre infine essere la Sirenetta dell'infelice fiaba di Andersen.
- Il Fabbro di parole: alias Peter Lorre, qui rappresentato come il signor Grigio Grigi alla ricerca del romanzo perfetto e dei suoi colori.
- L'alto Sconosciuto dal passato misterioso: amante della Sirenetta e da sempre alla sua ricerca. Lo Sconosciuto non rappresenta nessun personaggio in particolare, ma si basa sulla fusione di un eroe cowboy nato dalla penna di Zane Grey e della figura romantica di Edmond Dantes, il Conte di Montecristo.
- Il Poliziotto: il celebre commissario Jules Maigret.
- Il Pilota: ovvero Antoine de Saint-Exupéry.
- Il Tipo seduto sopra l'albero: alias il barone Cosimo de Il barone rampante di Italo Calvino. Preso come emblema dell'uomo seduto, in attesa che qualcosa di interessante accada nel mondo.
- La Balena bianca: Moby Dick del romanzo omonimo di Herman Melville. Spiaggiatasi sulla costa vicino alla pensione durante un inseguimento coll'irriducibile capitano Achab.
- La Poetessa: Emily Dickinson.
- La Coppia dei mulini a vento: Don Chisciotte e il servitore Sancio Panza.

## Edizioni
- J. Patrick Lewis, Roberto Innocenti, L'ultima spiaggia, Edizioni C'era una volta, 2002,  p. 43, ISBN 8886144695.
- J. Patrick Lewis, Roberto Innocenti, L'ultima spiaggia, La Margherita, 2005,  p. 48, ISBN 8887169659.